# Michał Rulikowski
Michał Rulikowski herbu Nałęcz – podczaszy bełski w latach 1761–1768.
W 1764 roku był elektorem Stanisława Augusta Poniatowskiego z województwa bełskiego. W załączniku do depeszy z 2 października 1767 roku do prezydenta Kolegium Spraw Zagranicznych Imperium Rosyjskiego Nikity Panina, poseł rosyjski Nikołaj Repnin określił go jako posła wrogiego realizacji rosyjskich planów na sejmie 1767 roku, poseł województwa bełskiego na sejm 1767 roku.